# Ennomos sareptana
Ennomos sareptana är en fjärilsart som beskrevs av Eugen Wehrli 1940. Ennomos sareptana ingår i släktet Ennomos och familjen mätare. Inga underarter finns listade i Catalogue of Life.